# Ceratosuchus burdoshi
Ceratosuchus burdoshi è un alligatore estinto, vissuto tra il Paleocene superiore e l'Eocene inferiore (58 – 55 milioni di anni fa). I suoi resti sono stati trovati in Nordamerica (Colorado e Wyoming). È caratteristico soprattutto per un paio di protuberanze nella parte posteriore del cranio.

## Descrizione
La caratteristica più notevole di questo animale era costituita da due espansioni delle ossa squamosali che formavano gli angoli posteriori della volta cranica. Queste “corna” erano bulbose e appuntite, leggermente incurvate verso l'alto. Ogni mascella era armata di una ventina di denti: quelli anteriori erano appuntiti, mentre quelli posteriori erano spatolati o di forma globulare. Il cranio, al di là delle due corna, era molto simile a quello di un altro alligatore del periodo, Allognathosuchus. L'armatura del collo era costituita da osteodermi dotati di carene molto alte, forse allineate con le corna presenti sul cranio.

## Classificazione
Il ceratosuco (il cui nome significa “coccodrillo cornuto”) apparteneva alla famiglia degli alligatoridi, ed è probabile che il suo più stretto parente fosse l'estinto Allognathosuchus. Spesso i resti dei due animali si rinvengono nelle medesime associazioni faunistiche, ed è molto difficile distinguere i resti fossili di queste due forme. Il ceratosuco è l'unico alligatore dotato di corna noto, ma strutture simili non sono sconosciute nei coccodrilli: si pensi all'attuale Crocodylus rhombifer o all'estinto Voay robustus.

## Stile di vita
Le piccole dimensioni delle corna e la loro forma smussata indicano che queste non erano usate come armi; è anche improbabile che venissero usate per intimorire eventuali predatori. È probabile, invece, che queste strutture fossero utilizzate dall'animale come segnali di riconoscimento specifico: in questo caso, le corna avrebbero permesso agli esemplari di ceratosuco di riconoscersi da quelli di Allognathosuchus.
I denti posteriori arrotondati di Allognathosuchus e Ceratosuchus hanno fatto supporre per lungo tempo ai paleontologi che questi animali si nutrissero di animali dal guscio duro come grandi molluschi e tartarughe. Ulteriori studi, però, hanno dimostrato che la taglia di questi coccodrilli era troppo piccola per poter permettere a questi animali di nutrirsi di prede così grosse; inoltre, gli odierni coccodrilli di solito inghiottono i molluschi interi. La morfologia del cranio, in effetti, sembrerebbe più adatta a una dieta “generalista”, a base di piccoli invertebrati e vertebrati.